# 岩田宏
岩田 宏（いわた ひろし、1932年3月3日 - 2014年12月2日）は、日本の詩人・作家・翻訳家。
本名の小笠原 豊樹（おがさわら とよき）名義での著作もあり、翻訳家としては主に本名で活動した。
北海道虻田郡東倶知安村（現京極町）出身。娘に作家・翻訳家の目黒条。

## 来歴
東京外国語大学ロシア語学科中退。
1955年、青木書店に入社。「詩学研究会」に投稿して詩人として出発し、様々な文芸誌に数々の詩篇を投稿する。詩誌「今日」「鰐」同人。
1956年、第一詩集『独裁』を上梓して以来、数々の詩集を出し、言葉遊びを駆使した独自の語法による作風を築く。また、詩作の傍らに、ラジオドラマや人形劇への脚本をいくつか書き下ろす。
1958年、イタリア賞を受賞。
1966年には、刊行時点での全詩集からの再録と未収録の詩篇をまとめた『岩田宏詩集』で、藤村記念歴程賞受賞。
1972年に、『岩田宏詩集』以降に発表した詩に加え、短編やショートショートを収録した『最前線』を上梓。
1975年の『社長の不在』以後は主に小説を書いた。
岩田名義による創作活動に加え、本名である小笠原名義におけるロシア語・英語・フランス語に堪能な翻訳家としても高い評価があり、ミステリー・SF作品の翻訳を多数手掛ける他、ロシア文学ではマヤコフスキー、ソルジェニーツィンなど、英文学ではジョン・ファウルズ、メアリー・マッカーシーなど、様々な作家による重要な作品を訳している。
2006年、アンリ・トロワイヤの著書の翻訳により、第1回日仏翻訳文学賞を受賞。
2014年、小笠原豊樹名義で執筆した『マヤコフスキー事件』で、第65回読売文学賞（評論・伝記賞）受賞。同年より、マヤコフスキーの長篇詩・戯曲の新訳を断続的に出版する（マヤコフスキー叢書、土曜社）。
2014年12月2日、肺炎により死去。82歳没。マヤコフスキー叢書の新訳は未完に終わったが、以前の版に掲載した岩田による訳稿を再録・復刊する形で叢書の続刊が決まっている。

## 著作
※特記のない限りは、いずれも岩田名義。

### 詩集
- 『独裁 岩田宏第一詩集』（ユリイカ） 1956
- 『詩集「いやな唄」』（ユリイカ） 1959
- 『詩集「頭脳の戦争」』（思潮社、現代詩人双書） 1962
- 『詩画集「グァンタナモ」』（思潮社） 1964
- 『岩田宏詩集』（思潮社） 1966
- 『岩田宏詩集』（思潮社、現代詩文庫3） 1968
- 『最前線』（青土社） 1972
- 『新選 岩田宏詩集』（思潮社、新選現代詩文庫） 1977
- 『岩田宏詩集成』（書肆山田） 2014
- 『続・岩田宏詩集』（思潮社、現代詩文庫211） 2015

### 小説
- 『社長の不在』（草思社） 1975 - 短編集
- 『いただきまする』（草思社） 1978
- 『蛇と投石』（草思社） 1981 - 短編集
- 『踊ろうぜ』（草思社） 1984
- 『ぬるい風』（草思社） 1985
- 『なりななむ』（草思社） 1987
- 『息切れのゆくたて』（草思社） 1990
- 『カヨとひろ子』（草思社） 1992
- 『九（ここの）』（草思社） 1998

### 文芸評論、随筆、脚本集
- 『現代国家と革命』（編著、現代評論社） 1971
- 『マヤコフスキーの愛』（小笠原豊樹名義、河出書房新社） 1971
- 『同志たち、ごはんですよ』（草思社） 1973 - エッセイ
- 『雷雨をやりすごす』（草思社） 1994 - エッセイ
- 『渡り歩き』（草思社） 2001、草思社文庫 2019 - エッセイ
- 『アネネクイルコ村へ 紀行文選集』（みすず書房、大人の本棚） 2011
- 『マヤコフスキー事件』（小笠原豊樹名義、河出書房新社） 2013

## 翻訳
※いずれも小笠原名義。
- 『人形劇の技術』（ア・フェドートフ、未來社） 1955
- 『詩とマルキシズム』（ジョージ・トムソン、和光社） 1955
- 『ジャック・プレヴェール詩集』（ジャック・プレヴェール、ユリイカ） 1956
- 『章の終り』（ニコラス・ブレイク、早川書房） 1958、のち文庫 1977
- 『毒薬の小壜』（シャーロット・アームストロング（英語: Charlotte Armstrong）、早川書房） 1958、のち文庫 1977
- 『唄のくさぐさ』（ジャック・プレヴェール、昭森社） 1958
- 『殺す風』（マーガレット・ミラー、早川書房） 1958、のち文庫 1978
- 『七面鳥殺人事件』（クレイグ・ライス、早川書房、世界探偵小説全集） 1959
- 『アトムの子ら』（ウィルマー・H・シラス、早川書房） 1959、のち文庫 1981
- 『第八の地獄』（スタンリイ・エリン、早川書房） 1959、のち文庫 1976
- 『世界をおれのポケットに』（ハドリー・チェイス、東京創元社、世界名作推理小説大系） 1960、のち創元推理文庫 1965
- 『アンドロイド』（エドマンド・クーパー、早川書房） 1960、のち文庫 1976
- 『無実はさいなむ』（アガサ・クリスティー、早川書房） 1960、のち文庫 1978、のち改版 2004
- 『夜の旅その他の旅（英語: Night Ride and Other Journeys）』（チャールズ・ボーモント、早川書房、異色作家短篇集） 1961、のち改版 2006
- 『犯罪の進行』（ジュリアン・シモンズ、早川書房） 1961
- 『血は冷たく流れる』（ロバート・ブロック、早川書房、異色作家短篇集） 1962、のち改版 2006
- 『ガールハンター（英語: The Girl Hunters）』（ミッキー・スピレイン、早川書房） 1962、のち文庫 1979
- 『3びきのくま』（トルストイ、福音館書店、世界傑作絵本シリーズ） 1962
- 『氷のような手』（E・S・ガードナー、早川書房） 1963、のち文庫 1983
- 『死人はスキーをしない』（パトリシア・モイーズ、早川書房） 1964、のち文庫 1976
- 『グループ（英語: The Group (novel)）』（メアリイ・マッカーシイ、早川書房） 1964、のち文庫 1972
- 『絵の中の二人（キルギス語: Жамийла (повесть)）』（チンギス・アイトマートフ、集英社、世界文学全集） 1965
- 『赤毛の男（英語: The Ginger Man）』（J・ P・ドンレヴィー（英語: J. P. Donleavy）、河出書房新社、人間の文学） 1965
- 『蛇（英語: The Snake (novel)）』（ミッキー・スピレイン、早川書房） 1965、のち文庫 1980
- 『一角獣多角獣』（シオドア・スタージョン、早川書房、異色作家短篇集） 1964、のち改版 2005
- 『マミー・ストーヴァー（英語: The Revolt of Mamie Stover）』（ウィリアム・B.ヒュイ（英語: William Bradford Huie）、河出書房新社、人間の文学） 1966
- 『ホワン・ミロ』（ジャック・プレヴェール, G・リブモン＝デセーニュ、小海永二共訳、昭森社） 1966
- 『コレクター』（ジョン・ファウルズ、白水社） 1966、のち新版 1979、のち白水Uブックス（上・下） 1984
- 『世界をゆるがした十日間』（ジョン・リード、原暉之共訳、筑摩書房、現代世界ノンフィクション全集） 1967、のち筑摩叢書 1977、のちちくま文庫 1992
- 『変わった男（英語: A Singular Man）』（J・P・ドンレヴィー、河出書房、人間の文学） 1967
- 『火星のプリンセス』（エドガー・ライス・バローズ、角川文庫） 1967、のち小学館文庫 2012
- 『火星の女神イサス（英語: The Gods of Mars）』（E・R・バローズ、角川文庫） 1967、のち小学館文庫 2012
- 『九時から五時までの男』（スタンリイ・エリン、早川書房） 1967、のち文庫 2003
- 『虐げられた人びと』（ドストエフスキー、新潮世界文学） 1968、のち文庫 1973、のち改版 2005
- 『四重奏 / 目』（ウラジーミル・ナボコフ、白水社） 1968、のち新版 1992
- 『火星の大元帥カーター（英語: The Warlord of Mars）』（E・R・バローズ、角川文庫） 1968、のち小学館文庫 2012
- 『銀河パトロール隊』（E・E・スミス、角川文庫） 1968
- 『雷鳴と薔薇』（スタージョン、早川書房、世界SF全集） 1969
- 『ビートルズ』（ハンター・デヴィス、中田耕治共訳、草思社） 1969、のち新版 1987ほか、のち河出文庫（上・下） 2010
- 『かわいい女 / 犬を連れた奥さん』（チェーホフ、新潮文庫） 1970、のち改版 2005
- 『魔術師（英語: The Magus (novel)）』上・下（ジョン・ファウルズ、河出書房新社） 1972、のち新版 1979、のち河出文庫 1992
- 『決闘 / 黒衣の僧』（チェーホフ、新潮文庫） 1972
- 『金色の老人と喪服の時計』（ジャック・プレヴェール、大和書房） 1977
- 『われら』（ザミャーチン、集英社、世界の文学4） 1977、のち新版 1990、のち集英社文庫 2018
- 『ロシア文学講義』（ナボコフ、TBSブリタニカ） 1982、のち新版 1992、のち改題『ナボコフのロシア文学講義』上・下（河出文庫） 2013
- 『緑色の裸婦』（アーウィン・ショー、草思社） 1983、のち集英社文庫 1991、のち新編改題『サマードレスの女たち』（小学館文庫） 2016 - 短篇集
- 『トロツキーとの七年間 プリンキポからコヨアカンまで』（ジャン・ヴァン・エジュノール、草思社） 1984、のち改題『亡命者トロツキー：1932 - 1939』（草思社文庫） 2019
- 『トラーとカイザー ドイツ表現主義演劇』（レナーテ・ベンスン、草思社） 1986
- 『告白』（ボリス・エリツィン、草思社） 1990
- 『プレヴェール詩集』（ジャック・プレヴェール、マガジンハウス） 1991、のち岩波文庫 2017
- 『アリストス（英語: The Aristos）』（ジョン・ファウルズ、パピルス） 1992
- 『修道士マウロの地図』（ジェイムズ・カウアン、草思社） 1998
- 『吟遊詩人マルカブリュの恋』（ジェイムズ・カウアン、草思社） 1999
- 『八十路から眺めれば』（マルコム・カウリー、草思社） 1999、のち草思社文庫 2015
- 『きみの出番だ、同志モーゼル 詩人マヤコフスキー変死の謎』（ワレンチン・スコリャーチン、草思社） 2000
- 『盲目の女神 20世紀欧米戯曲拾遺』（E・トラー / G・カイザー / クリフォード・オデッツ / ウィリアム・インジ / Л・アンドレーエフ / ルイ・アラゴン / ロベール・デスノス / テネシー・ウィリアムズ、みすず書房） 2011

### ウラジーミル・マヤコフスキー
- 『マヤコフスキー詩集』（マヤコフスキー、彰考書院） 1952、のち彌生書房、のち新潮社
- 『マヤコフスキー選集』全3巻（マヤコフスキー、関根弘共訳、飯塚書店） 1958
- 『マヤコフスキー研究』（編訳、飯塚書店） 1960
- 「マヤコフスキー叢書」（全15巻、土曜社、2014〜2017）[3]

### イリヤ・エレンブルグ
- 『第九の波』1・2（イリヤ・エレンブルク、彰考書院） 1952
- 『雪どけ』（エレンブルグ、彰考書院） 1956、のち河出書房新社『河出世界文学大系98』に収録
- 『十三本のパイプ』（エレンブルグ、修道社） 1957、のちブロンズ新社 1985、のち未知谷 2014
- 『現代の記録』（エレンブルグ、修道社） 1957
- 『芸術家の運命』（イリヤ・エレンブルグ、美術出版社） 1964
- 『トラストDE ヨーロッパ滅亡史』（エレンブルグ、三木卓共訳、河出書房新社） 1970、のち海苑社 1993

### レイ・ブラッドベリ
- 『刺青の男』（レイ・ブラッドベリ、早川書房） 1960、のち文庫 1976、新版 2013
- 『太陽の黄金の林檎』（レイ・ブラッドベリ、早川書房） 1962、のち文庫 1976、改版 2006、新版 2012
- 『火星年代記』（レイ・ブラッドベリ、早川書房） 1963、のち文庫 1976、新版 2010
- 『とうに夜半を過ぎて（英語: Long After Midnight）』（レイ・ブラッドベリ、集英社） 1978、のち集英社文庫 1982、のち河出文庫 2011、新版2024
- 『死ぬときはひとりぼっち（英語: Death Is a Lonely Business）』（レイ・ブラッドベリ、サンケイ出版） 1986、のち扶桑社ミステリー文庫 1988、文藝春秋 2005

### ロス・マクドナルド
- 『ファーガスン事件』（ロス・マクドナルド、早川書房） 1961、のち文庫 1980
- 『トラブルはわが影法師』（ロス・マクドナルド、早川書房） 1962、のち文庫 1978
- 『ウィチャリー家の女』（ロス・マクドナルド、早川書房） 1962
- 『縞模様の霊柩車（英語: The Zebra-Striped Hearse）』（ロス・マクドナルド、早川書房） 1964、のち文庫 1976
- 『さむけ』（ロス・マクドナルド、早川書房） 1965、のち文庫 1976

### アレクサンドル・ソルジェニーツィン
- 『イワン・デニソビッチの一日』（ソルジェニツイン、河出書房新社） 1963
- 『消された男』（ソルジェニツィン、河出書房新社） 1963
- 『ガン病棟』第1・2部（ソルジェニツィン、新潮社） 1969、のち文庫 1971
- 『マトリョーナの家』（ソルジェニツィン、河出書房新社） 1970
- 『ソルジェニツィン小説集』（ソルジェニツィン、河出書房新社） 1971、1977
「イワン・デニソビッチの一日」
「クレチェトフカ駅の出来事」
「マトリョーナの家」
「胴巻のザハール」

### アンリ・トロワイヤ
- 『サトラップの息子』（アンリ・トロワイヤ、草思社） 2004
- 『クレモニエール事件』（アンリ・トロワイヤ、草思社） 2004
- 『石、紙、鋏』（アンリ・トロワイヤ、草思社） 2004
- 『仮面の商人』（アンリ・トロワイヤ、小学館文庫） 2014